# Francesco Nasini
Francesco Nasini (Piancastagnaio, 8 giugno 1611 – Castel del Piano, 27 gennaio 1695) è stato un pittore italiano.

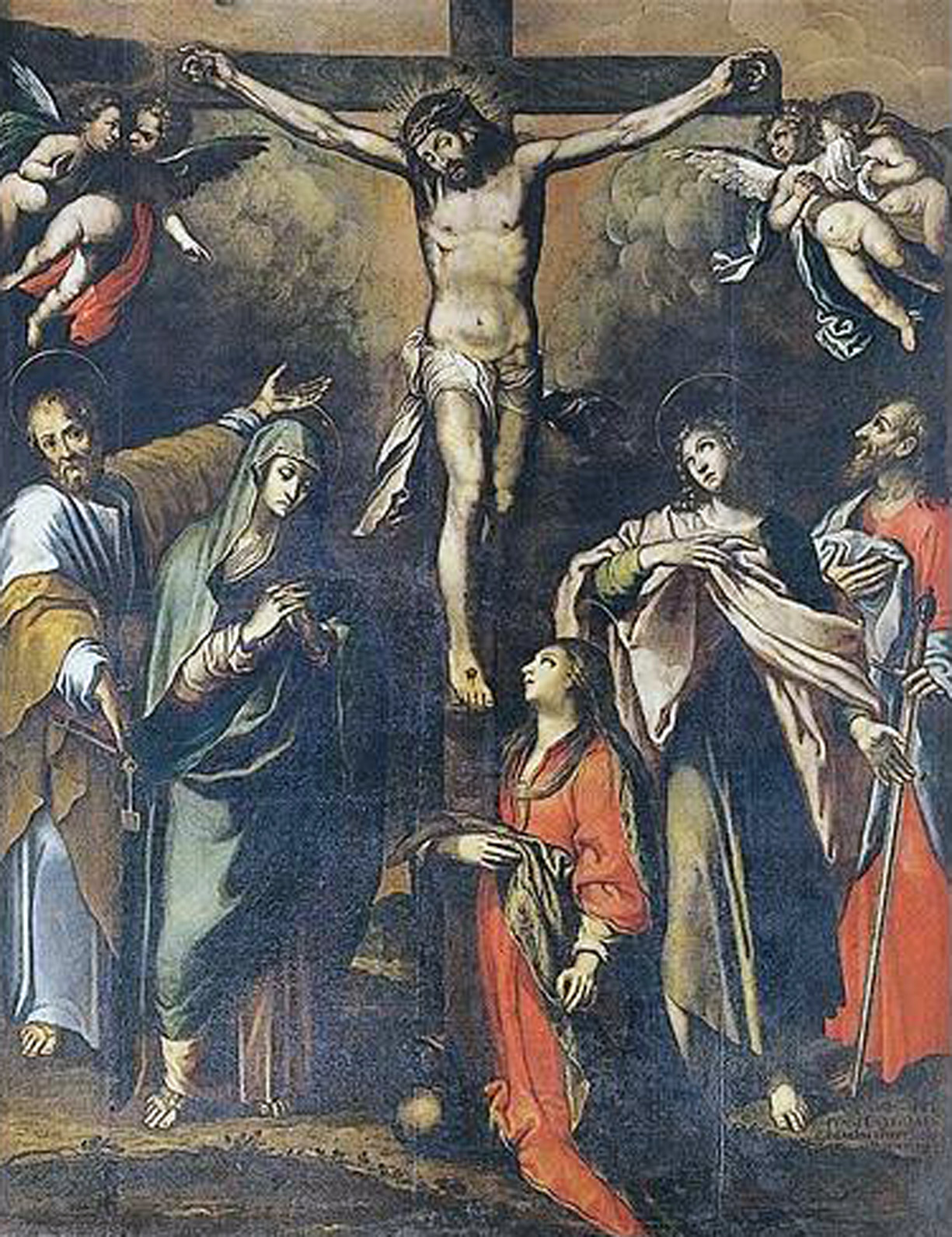
Crocifissione di Piancastagnaio

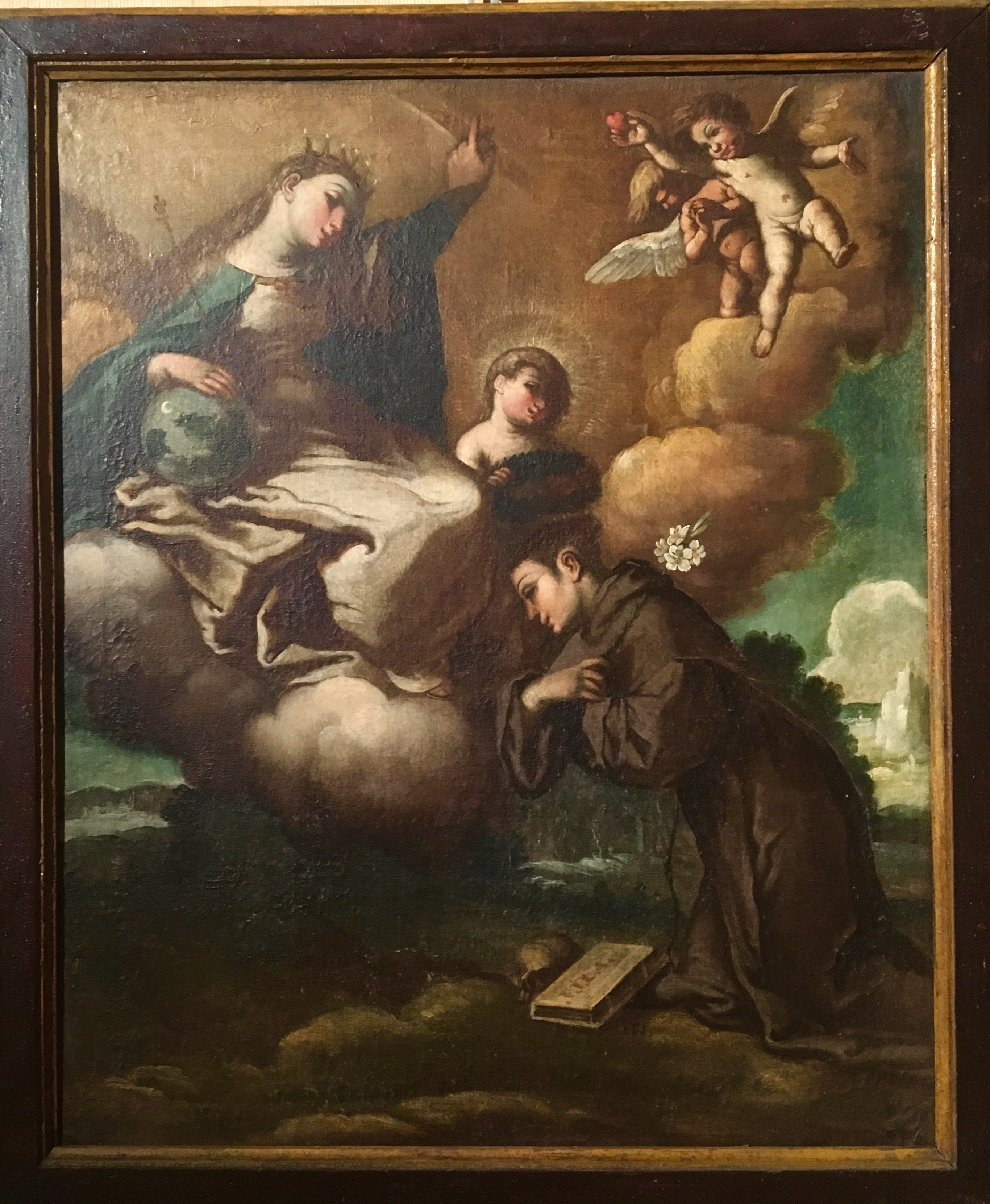
Francesco Nasini, Gloria di San Francesco, olio su tela, Pinacoteca di San Francesco, Museo della Città di Acquapendente, seconda metà del XVII secolo (firmato).

Il suo contributo si colloca all'interno del barocco toscano e fu principalmente attivo nella zona del monte Amiata.
Membro di una dinastia di illustri pittori, era figlio di Giacomo Nasini e Violante Nocchi, fratello di Antonio Annibale e Giovanni, e padre di Antonio e Giuseppe Nicola Nasini. Esempi della sua arte e di quella dei suoi discendenti sono visibili nelle chiese dei comuni di Castel del Piano, Roccalbegna e Abbadia San Salvatore. Buona parte della sua produzione è oggi conservata presso il museo della città di Acquapendente (pinacoteca di San Francesco). Si tratta di molti oli su tela che servirono per arredare buona parte delle cappelle gentilizie della chiesa omonima, al cui interno, nel coro, realizzò il suo capolavoro pittorico, ad affresco, le storie della vita di Sant'Antonio di Padova.